# Лицан
Лица́н (кит. упр. 李沧, пиньинь Lǐcāng) — район городского подчинения города субпровинциального значения Циндао провинции Шаньдун (КНР). Название района образовано из первых иероглифов ранее существовавших здесь районов Лицунь и Цанкоу.

## История
Изначально эти земли входили в состав уезда Цзимо. В конце XIX века эти места были захвачены Германией, создавшей концессию «Цзяо-Чжоу». В 1922 году эти земли были возвращены Китаю. После образования гоминьдановского правительства в Нанкине в 1929 году был образован Специальный город Циндао (青岛特别市), в составе которого в этих местах в зоне торгового порта был образован район Сыцан (四沧区).
В 1949 году был создан район Лицунь (李村区), а в 1951 году из района Сыцан был выделен район Цанкоу (沧口区). Район Лицунь был присоединён к Особому району Лаошань (崂山特区), ставшему в 1953 году Лаошаньским пригородным районом (崂山郊区). В 1961 году Лаошаньский пригородный район был преобразован в уезд Лаошань (崂山县). В 1984 году в составе уезда Лаошань был создан посёлок Лицунь (李村镇). В ноябре 1988 года уезд Лаошань был преобразован в район Лаошань городского подчинения.
Постановлением Госсовета КНР в апреле 1994 году был расформирован район Цанкоу, и из большей части его территории, а также посёлка Лицунь района Лаошань, был образован район Лицан.

## Административное деление
Район делится на 11 уличных комитетов.